# Nicole Fontaine
Pour les articles homonymes, voir Fontaine.
Nicole Fontaine, née Nicole Claude Marie Garnier le 16 janvier 1942 à Grainville-Ymauville (France) et morte le 17 mai 2018 à Neuilly-sur-Seine,, est une femme politique française.

## Biographie
Fille d'un médecin, Nicole Claude Marie Garnier fait ses études de droit à Rouen puis Paris, qu'elle conclut par un doctorat (1969).
Licenciée à 20 ans, diplômée ensuite de Sciences Po Paris, elle décroche en 1969 un doctorat d'État en droit public pour une thèse sur l'application de la loi Debré, qui avait institué le régime de contrats entre l'État et les établissements privés d'enseignement[réf. nécessaire]. Pendant vingt ans, elle est la responsable des relations entre ces derniers et les pouvoirs publics. Avocate, elle se fait connaître comme secrétaire générale adjointe, puis « déléguée » de l'enseignement catholique, et en 1984, dans la mise en échec de la loi Savary sur l'école privée.

### Carrière politique

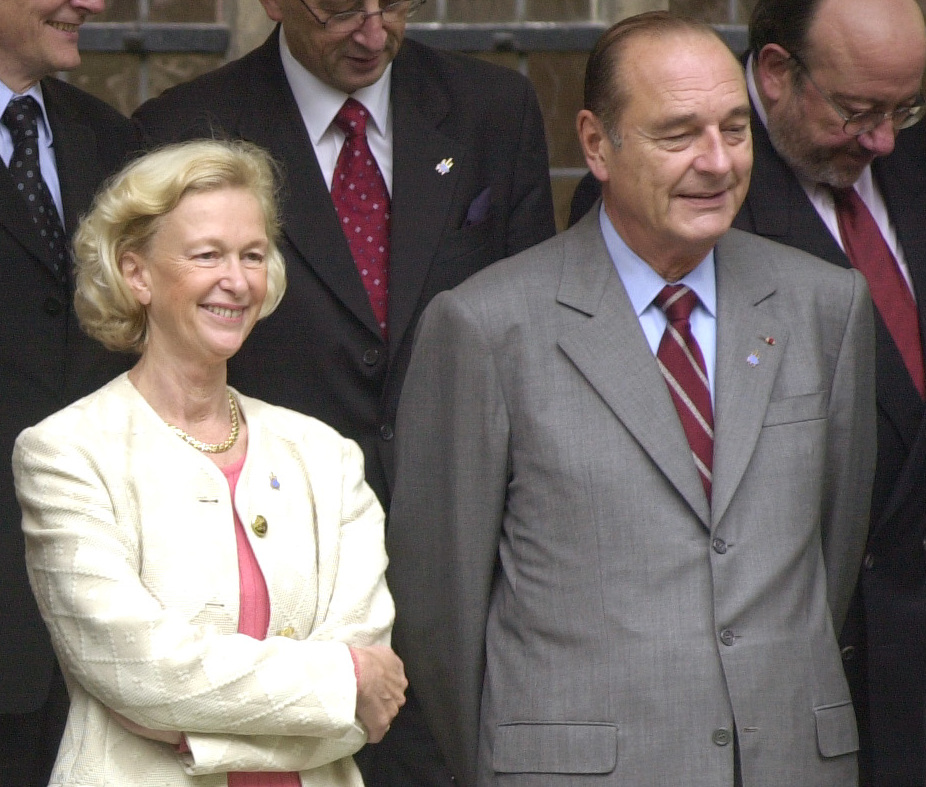
Nicole Fontaine en tant que présidente du Parlement européen avec le président Jacques Chirac en 2001 à Gand (Belgique).

Députée au Parlement européen de 1984 à 2002, puis à nouveau de 2004 à 2009, elle est élue présidente du Parlement européen le 20 juillet 1999 face à Mário Soares, et exerce cette fonction jusqu'en janvier 2002.
Le 5 avril 2001, elle reçoit le commandant Massoud, en déplacement en Europe sur son invitation. Deux ans après son assassinat, le 9 septembre 2003, tandis qu'elle est ministre de l'Industrie, la Poste française, alors sous sa tutelle, a émis un timbre-poste à son effigie. Ahmad Shah Massoud est l'unique personnalité étrangère à avoir eu cet honneur.
Elle reçoit également le dalaï-lama en séance plénière le 24 octobre 2001.
De 2002 à 2004, elle est ministre déléguée à l'Industrie dans le deuxième gouvernement de Jean-Pierre Raffarin. À ce poste, elle porte la loi pour la confiance dans l'économie numérique, considérée comme fondatrice pour l'Internet français.
Au début des années 1990, elle devient membre du comité directeur du mouvement fédéraliste français La Fédération.
En 2004, devenue ministre déléguée à l'Industrie, Nicole Fontaine se fait la chantre de la « délocalisation positive » des industries informatiques françaises en Inde.

### Retrait de la vie politique
Elle est avocate au sein du cabinet Fontaine & Associés, où elle a ouvert un département de droit de l’Union européenne et accompagne les entreprises lorsqu’elles sont affrontées à des mesures nationales restrictives qui contreviennent aux grands principes du droit communautaire.
En 2009, dans le cadre du programme de la Commission européenne « Éduque tout au long de la vie », elle postule à l’obtention de la chaire Jean Monnet ad-personam et sa candidature est retenue à l’issue d’une sélection serrée. Elle l’exerce de 2010 à 2015 au sein de l’université Nice-Sophia-Antipolis (Alpes-Maritimes) puis en qualité d'adjunct professor à l'ESCP Europe, qui lui décerne en 2017 le titre de doctor honoris causa. Elle assure également, à chaque année universitaire, un cours de 24 heures au master affaires européennes de Sciences-Po Paris, sur le rôle spécifique du Parlement européen à travers un vécu.
Le 14 juin 2016, elle publie avec le journaliste François Poulet-Mathis un ouvrage qu’elle intitule Brexit : une chance ? Repenser l’Europe.
À la suite du référendum britannique du 23 juin 2016 qui donne le Brexit gagnant, elle est sollicitée pour participer à plusieurs conférences, débats et prestations médiatiques, qui se poursuivent tout au long du processus de négociation. À cette occasion, elle déclare n'être « pas très surprise du vote de ces populations qui sont fragilisées », considérant que c'est à cause d'une « Europe malade de son déficit démocratique » mais que cela pourrait être l'occasion d'être « un choc salutaire » pour l’UE.
Elle meurt des suites d'une longue maladie à son domicile de Neuilly-sur-Seine le 17 mai 2018. Ses obsèques sont célébrées dans cette ville, le 24 mai 2018. Son éloge funèbre est prononcé par Jean-Pierre Raffarin, Antonio Tajani ainsi que par son petit-fils Romain.

## Mandats parlementaires
- 24 juillet 1984 – 24 juillet 1989 : députée européenne
- 25 juillet 1989 – 18 juillet 1994 : députée européenne
- 19 juillet 1994 – 19 juillet 1999 : députée européenne
- 20 juillet 1999 – 16 juin 2002 : députée européenne
- 20 juillet 2004 – 13 juillet 2009 : députée européenne

## Distinctions

### Décorations
- Chevalière de la Légion d'honneur ( France, 2014)
- Commandeure de l'ordre national du Mérite ( France, promue le 13 novembre 2009)[15]
- Grand-croix de l'ordre d'Isabelle la Catholique ( Espagne, 2002)

### Distinctions
- Médaille Robert Schuman (2003)
- Prix Alghero Donna (2000)

### Hommages
Le nom de Nicole Fontaine a été donné à plusieurs lieux :
- allée Nicole-Fontaine à Paris ;
- école primaire Nicole-Fontaine à Achenheim (Bas-Rhin) ;
- arrêt de bus à Amiens[16].